# تیم ملی فوتبال گویان
تیم ملی فوتبال گویان نمایندهٔ کشور گویان در مسابقات بین‌المللی است که زیر نظر فدراسیون فوتبال گویان فعالیت می‌کند.
اولین بازی رسمی این تیم در تاریخ ۲۸ ژانویه ۱۹۲۱ میلادی در برابر تیم ملی فوتبال سورینام برگزار شده است.